# Culavamsa
Chulavamsa är ett historiskt dokument skrivet på pali om kungarna i Sri Lanka. Chulavamsa sammanställdes under många år av singalesiska buddhistiska munkar. Den anses vara en fortsättning på den Mahavamsa ("Stora krönikan") som skrevs av munken Mahanama. Både Mahavamsa och Chulavamsa anses ibland vara ett enda arbete, kallat Mahavamsa, som sträcker sig över två årtusenden av Sri Lankas historia. 
Chulavamsa är uppdelad i två delar. Den första delen börjar med det fjärde århundradet f.Kr. då en relik anlände till Sri Lanka. Det sägs vara en tand från Siddhartha Gautama (Buddha, buddhismens grundare). Den första delen fortsätter med att berätta om kung Parakramabahu den store. Även om upphovsrätten till den första delen traditionellt tillhör munken Dhammakitti tror många historiker att Chulavamsa är ett samarbetsprojekt som är skrivet av ett antal munkar. Den andra delen som har skrivits under många år, fortsätter historien om monarkin till dess slut under 1815 när Sri Lanka blev en del av det brittiska imperiet.
En tysk översättning av Chulavamsa färdigställdes 1930 av Wilhelm Geiger. Denna översattes sedermera till engelska av Mabel Haynes Bode och den engelska översättningen reviderades av Geiger.

## Innebörden
Enligt traditionen har arbetet sammanställts av munken Dhammakitti, av Geiger betraktad som "en man av litterär kultur ... förtrogen med indisk nitilitteratur". Han anser att "historien om Parakkama är den verkliga kärnan, huvudfrågan i Chulavamsa", mycket på samma sätt som Dutugemunus liv är den viktigaste delen av Mahavamsa.
Geiger anser att det inte är möjligt "att bilda en harmonisk och trovärdig bild av enskilda handlingar som tillskrivs den unge Parakkama", enbart utifrån den information som presenteras i den mindre krönikan. Förklaringen till detta ligger i författarens inställning till historia. 
| ”                                            | Förklaringen ligger i Dhammakittis uppfattning av hur hans uppgift skulle uppnås. Från litterära källor som han har läst, målade han upp en perfekt bild av en indisk kung. Mannen vars förhärligande var att hans syfte måste överensstämma med denna bild. Han måste ha alla de egenskaper som hör till en indisk kung och använda alla metoder för statskonst som statsvetenskapen föreskriver eller rekommenderar. Alla dessa individuella egenskaper kombineras med den information traditionen ger, utan att ifrågasätta sannolikheten eller osannolikheten av dessa. | „ |
| – W. Geiger, Chulavamsa , 1930, Introduktion | |   |

Att det finns viss sanning i texten bekräftas idag av många sniderier, dikter och monument som fortfarande existerar i Sri Lanka. Som exempel beskriver minst en hällristning från denna period Parakramabahus krig med Gajabahu och Manabharana. Dessutom anser Geiger också att Chulavamsa "inte medvetet rör /.../ falsk [information]". Furthermore Geiger also believes that the Culavamsa 'does not consciously relate...false [information]'.